# 朱樹勳
朱樹勳（1937年5月30日—2025年2月25日），臺灣心臟外科醫師。生於屏東縣屏東市，家族為高雄前鎮望族。1999年至2015年8月1日擔任亞東紀念醫院院長，逝世前為徐元智醫藥基金會副董事長。

## 家系
高雄市前鎮區望族，朱家三房第九世子孫，來臺祖朱孝生。祖父朱岱，祖母楊彩現，父朱必正，母李氏，為第5代祖朱評後代。前妻林媽利（1967年—1992年），子暐濤, 暐崧。樹勳為次子，長兄朱鶴翔，弟朱祖明。

## 生平
1964年畢業於台大醫學院後即服務於台大醫院，曾經教導過柯文哲（前任臺北市長）。1971年赴美國德州休士頓心臟研究中心專攻心臟外科，1974年當選國內十大傑出青年，為台灣心臟學知名專家。
2025年2月25日，因血液相關疾病病逝於新北市板橋區亞東醫院。
- 1973年，完成臺灣第一例冠狀動脈繞道手術[4]
- 1976年，完成臺灣第一例主動脈內氣球幫浦手術[4]
- 1985年，完成臺灣第一例利用人體的瓣膜置換到心臟裡
- 1987年，完成臺灣第一例同位心臟移植[4]
- 1989年，完成臺灣第一例異位心臟移植
- 1994年，完成臺灣第一例葉克膜安裝[4][5]
- 1996年，完成臺灣第一例心室輔助器過渡到心臟移植[4]
- 1999年，完成臺灣第一例植入型左心室輔助器[4]
- 2005年，11月榮獲「第16屆國家品質個人獎」[1]
- 2020年，獲得台灣醫療奉獻獎[6]